# Bayanaul

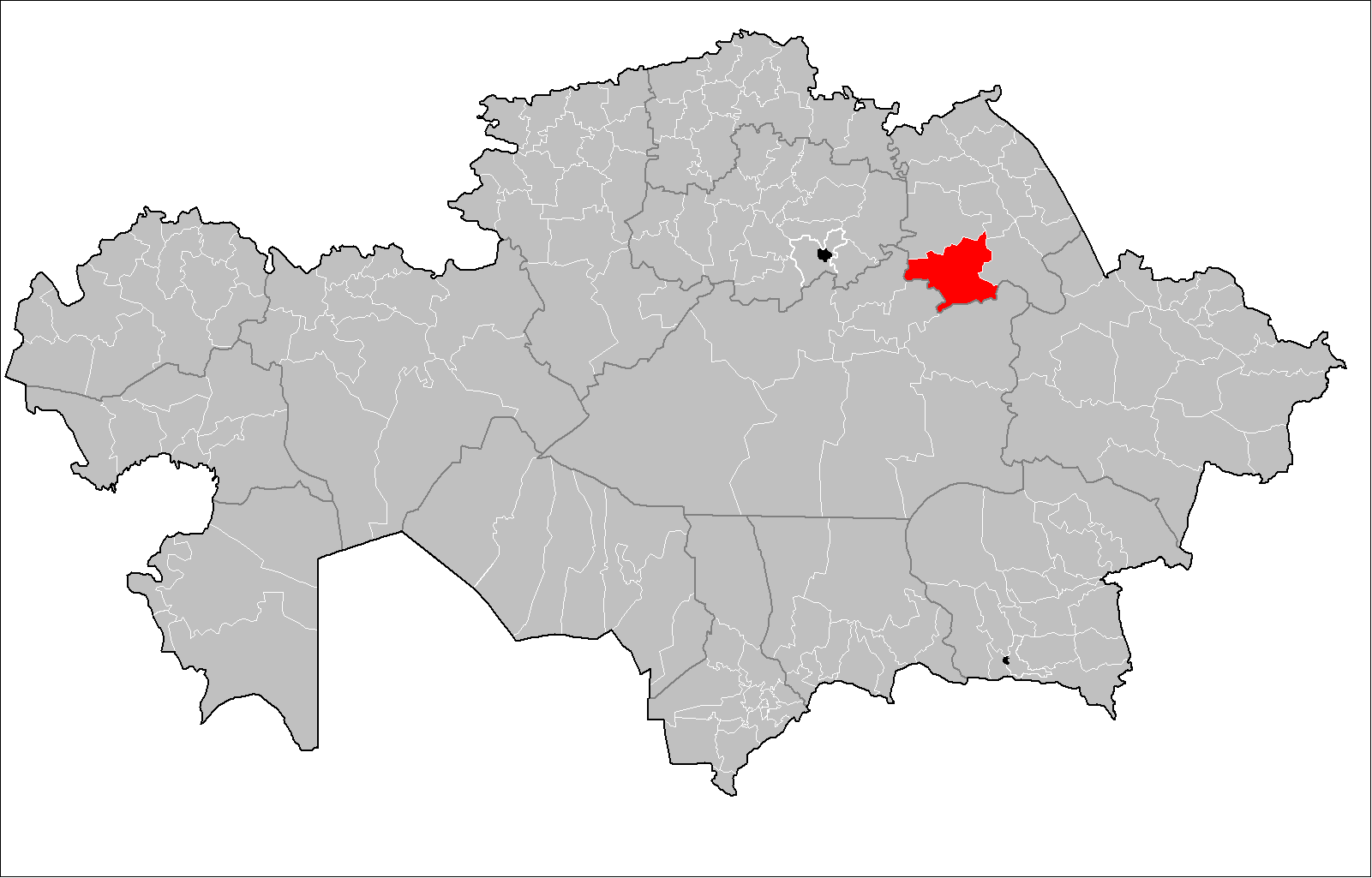
Ubicación del distrito en mapa nacional

Bayanaul (en kazajo Баянауыл ауданы) es uno de los 10 distritos en los que se divide la provincia de Pavlodar, Kazajistán.

## Población
Según el censo de 1999, tenía 32 985 habitantes. Para el censo de 2009 se había dado un importante descenso de la población y se registraron 28.296 habitantes.